# Nephtys caecoides
Nephtys caecoides är en ringmaskart som beskrevs av Hartman 1938. Nephtys caecoides ingår i släktet Nephtys och familjen Nephtyidae. Inga underarter finns listade i Catalogue of Life.